# البنك الوطني التشيكي

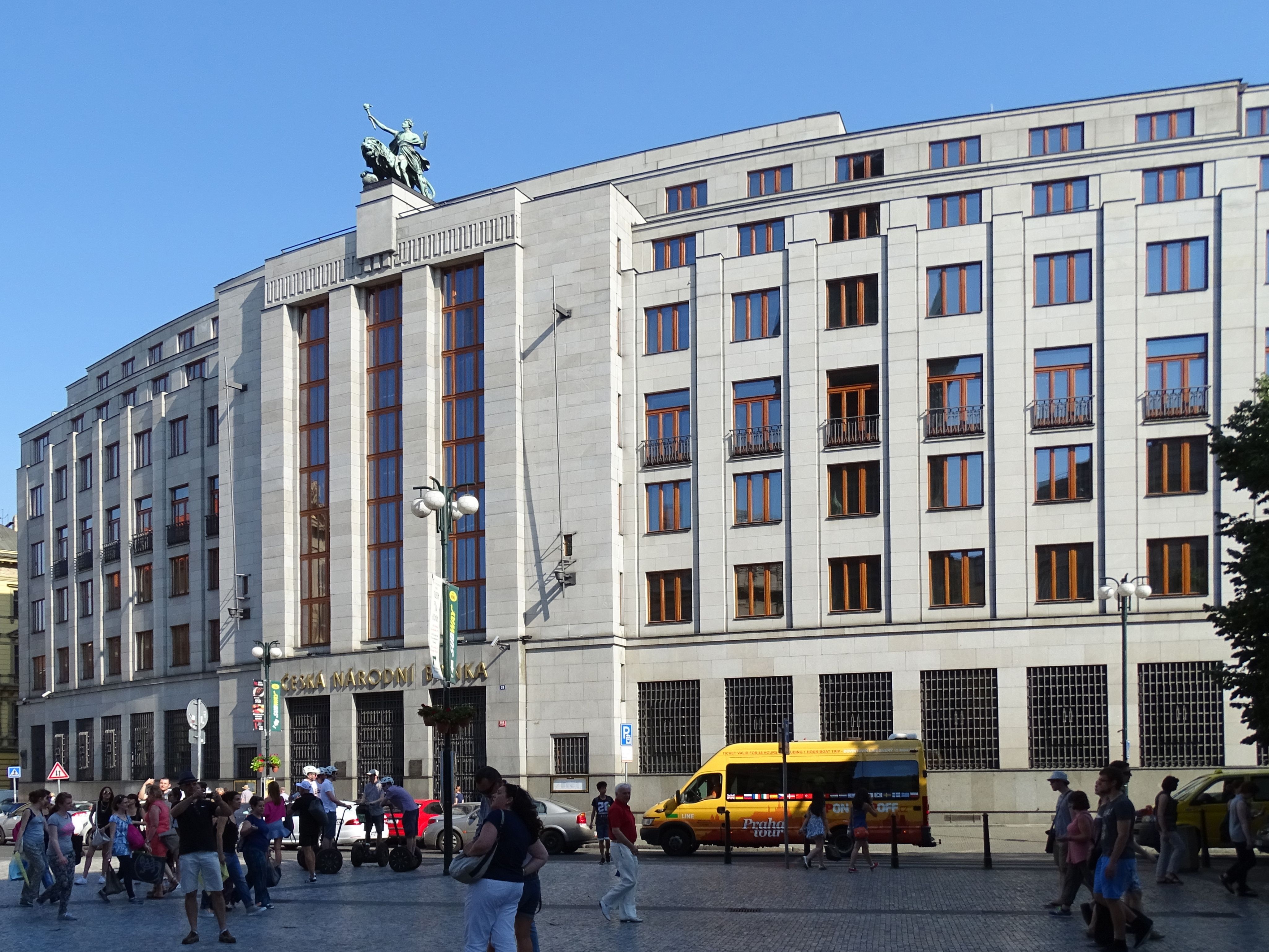
مقر BNB في براغ

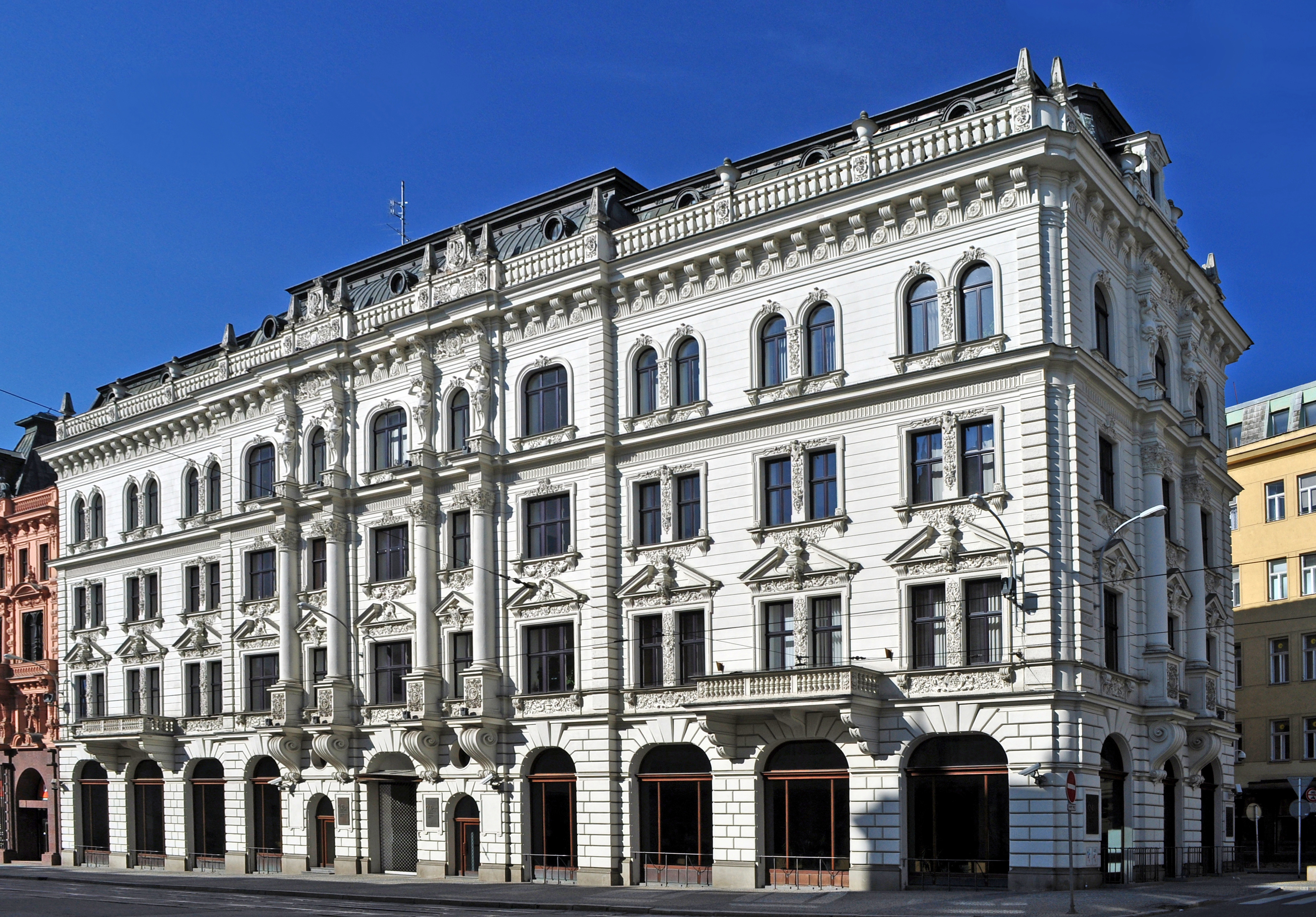
فرع inNB في برنو

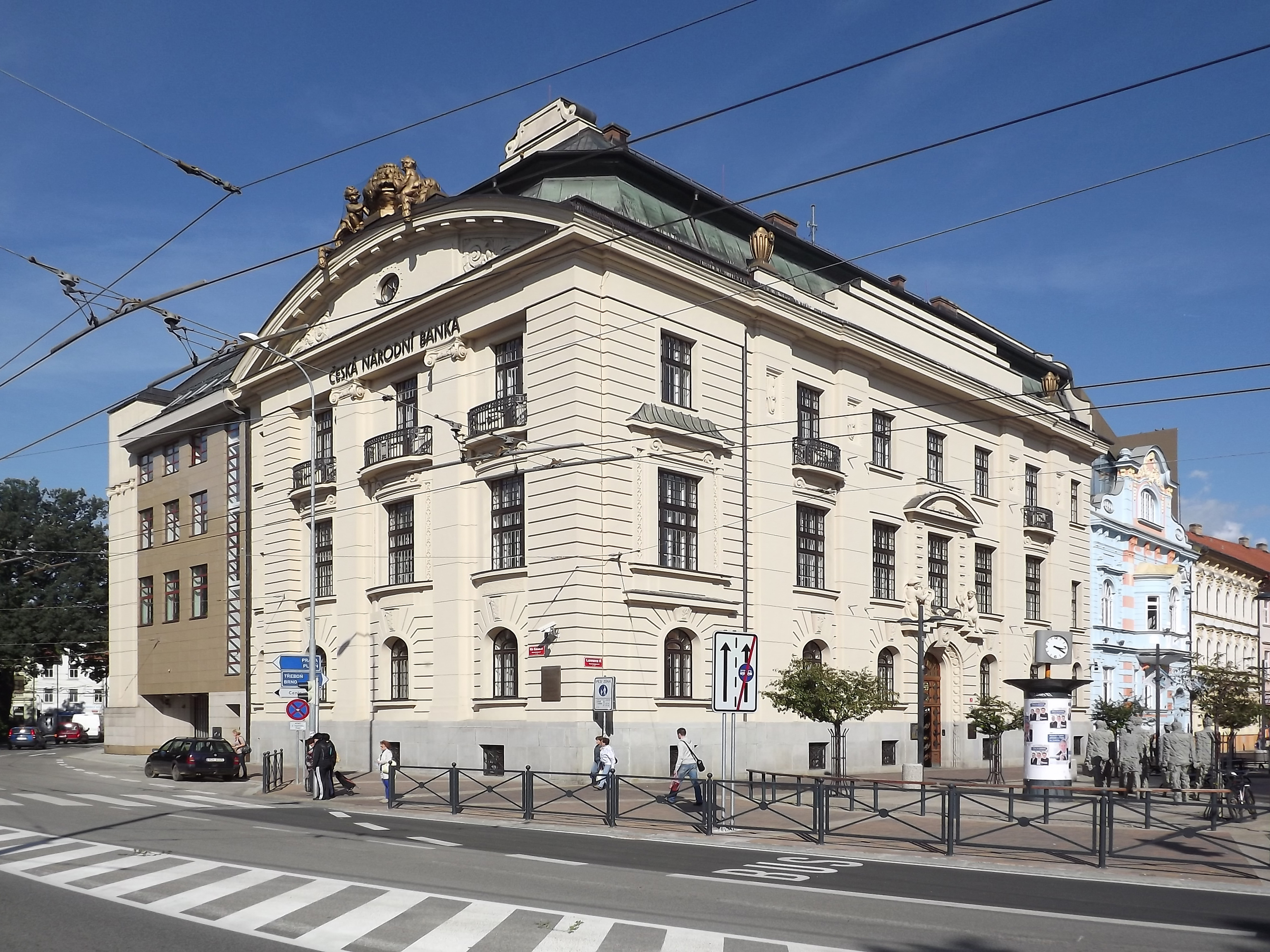
فرع BNB في سيسك بوديوفيتش

البنك الوطني التشيكي (ČNB) هو البنك المركزي والمشرف على الأسواق المالية في جمهورية التشيك ومقره في براغ، وهو عضو في النظام الأوروبي للبنوك المركزية. وفقًا لهدفه الأساسي، يضع البنك المركزي السويسري السياسة النقدية، ويصدر الأوراق النقدية والعملات المعدنية ويدير تداول الكرونا التشيكية ونظام الدفع والتسوية بين البنوك. كما أنه يقوم بالإشراف على القطاع المصرفي وسوق رأس المال وصناعة التأمين وصناديق المعاشات التقاعدية والاتحادات الائتمانية ومؤسسات النقود الإلكترونية، فضلاً عن الإشراف على العملات الأجنبية.

## نظرة عامة على البنك الوطني التشيكي

### مهمة
الهدف الأساسي منه كما جاء في قانون البنك الوطني التشيكي و دستور جمهورية التشيك هو استقرار الأسعار . الهدف الثانوي هو دعم النمو الاقتصادي المستدام. وهي تستخدم حاليًا التضخم المستهدف لآلية التحويل النقدي. الهدف هو تثبيت التضخم بحوالي 2.0٪ سنويًا.

### منظمة
بقي البنك الوطني التشيكي ، الواقع في براغ ، في نفس المبنى من خلال تحولات حكومية متعددة. قادة البنك الوطني التشيكي هم أعضاء في «مجلس إدارة البنك». مجلس البنك مسؤول عن وضع وتنفيذ السياسة النقدية.
يتألف مجلس إدارة البنك من سبعة أعضاء: محافظ البنك الوطني التشيكي ، ونائبي محافظ وأربعة أعضاء آخرين في مجلس إدارة البنك. يتم تعيين المحافظ ونواب المحافظين ويعفيهم رئيس الجمهورية. لا يمكن لأي شخص شغل منصب في مجلس إدارة البنك لأكثر من فترتين. يستمر كل فصل لمدة ست سنوات ويعمل بشكل مستقل عن هيئات الإدارة الأخرى.

### تداول العملة
يحتفظ بطقوس حصرية لإصدار الأوراق النقدية والعملات المعدنية وتنظيمها. يشرف البنك على الحماية القانونية والتقنية للعملة ، الكورونا (وتسمى أيضًا التاج). كان من المقرر أن تتبنى جمهورية التشيك اليورو في عام 2010 ، ولكن بسبب الرأي العام ، اختارت الحكومة التشيكية البقاء مع التاج. وبالتالي ، تم تعليق تنفيذ اليورو إلى أجل غير مسمى.

### اقتباسات
1. ↑  "Zákon o České národní bance" (PDF). Sbírka zákonů (بالتشيكية). 31. prosince 1992. ISSN:1211-1244. QID:Q106127386. {{استشهاد بدورية محكمة}}: تحقق من التاريخ في: |publication-date= (help)
2. 1 2 3 4  "About the CNB". Czech National Bank. Czech National Bank. Retrieved 12 April 2015. "نسخة مؤرشفة". مؤرشف من الأصل في 2019-05-28. اطلع عليه بتاريخ 2019-11-24.{{استشهاد ويب}}:  صيانة الاستشهاد: BOT: original URL status unknown (link)

## روابط خارجية
- (بالتشيكية) (بالإنجليزية) الموقع الرسمي للبنك الوطني التشيكي
- (بالإنجليزية) بناء البنك الوطني التشيكي في براغ ويكي